# Хырдагюль чичи
Хырдагюль чичи (азерб. Xırdagülçiçi) — азербайджанские ковры, относящиеся к кубинской группе Куба-Ширванской школы ковроткачества.

## Классификация
Производятся в ковроткацких пунктах Кубинского района, однако первыми стали производиться в селе Деречичи. Некоторые специалисты называют его просто «Чичи».

## Художественные особенности
Общую композицию серединного поля такого ковра составляют несколько раппортов малого расстояния, расположенных по горизонтали и по вертикали. Эти раппорты содержат несколько мелких разных элементов. Так как на серединном поле ковра изображены только мелкие элементы, ковроткачи назвали его «Хырдагюль чичи» (хырдагюль с азерб. — «мелкие цветки»). Главным элементом всей композиции является «башмак», на самом являющийся стилизованным листом. Этот элемент четырежды последовательно повторяется между раппортами. Остальные элементы являются началом или центром раппорта. Ковры «Хырдагюль чичи» окаймлены бордюром, который состоит из 3 кайм и джага, окружающего серединное поле. Серединная кайма, (ее называют «Башир кызы»), укоренилась в кубинских коврах, несмотря на то, что она присуща в основном бакинским. По бокам серединной каймы изображают две малые каймы, которые называются «Алма-элем».

## Технические особенности
Ковры «Хырдагюль чичи» считаются коврами отличного качества Куба-Ширванской школы.
Размер таких ковров — от 120х160 см до 130x200 см, изредка встречаются больших размеров. На одном квадратном метре ковра находится от 160000 до 300000 узлов. Высота узлов — 4-6 мм.